# Хорологија (биогеографија)
Хорологија је наука о савременом распрострањењу живих бића на Земљи, где је основни објекат истраживања - ареал (мање или више ограничен простор у коме се налазе одређене врсте биљака и животиња). Хорологија се издвојила из биогеографије, тј. чини једну њену дисциплину и налази се на међи између биологије и географије.